# Grachtenpand

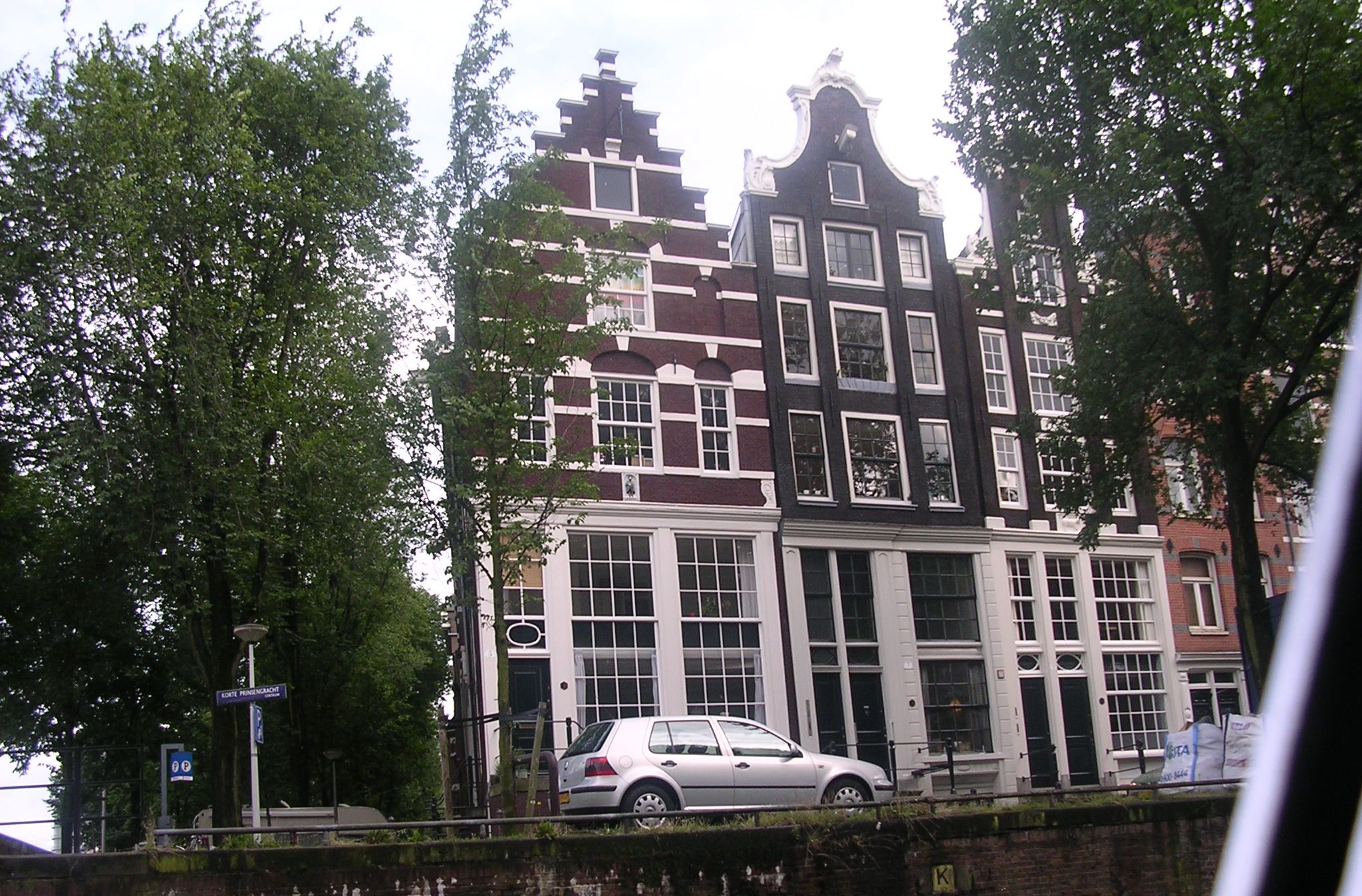
Amsterdamse grachtenpanden

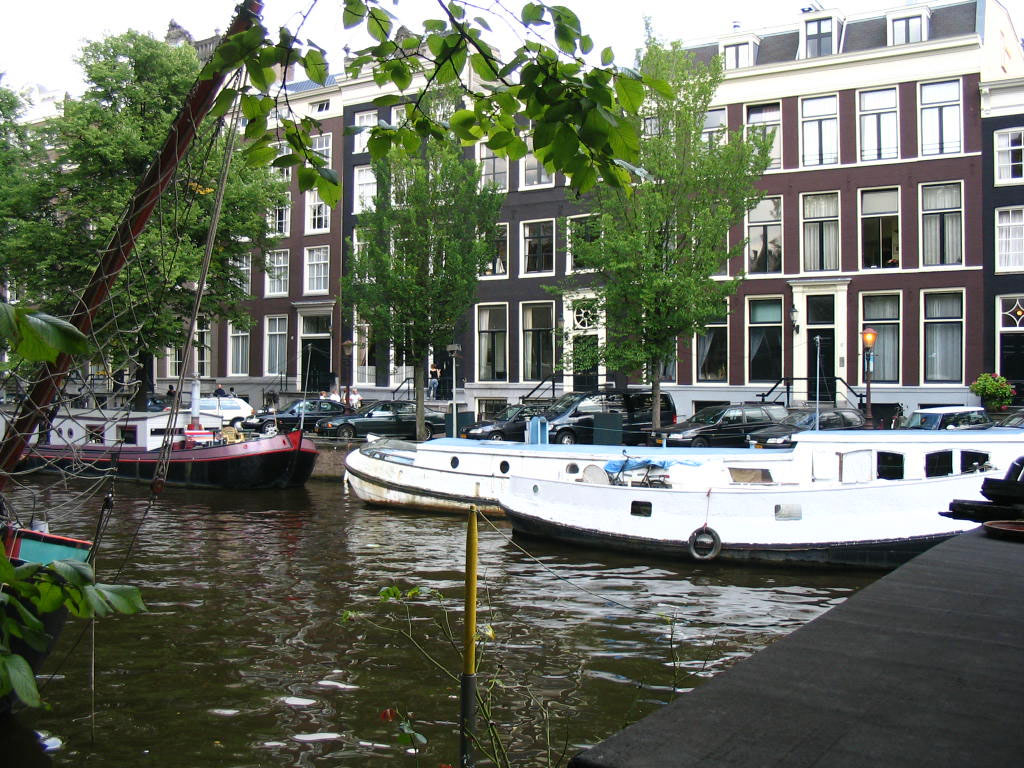
Grachtenpanden aan de Keizersgracht

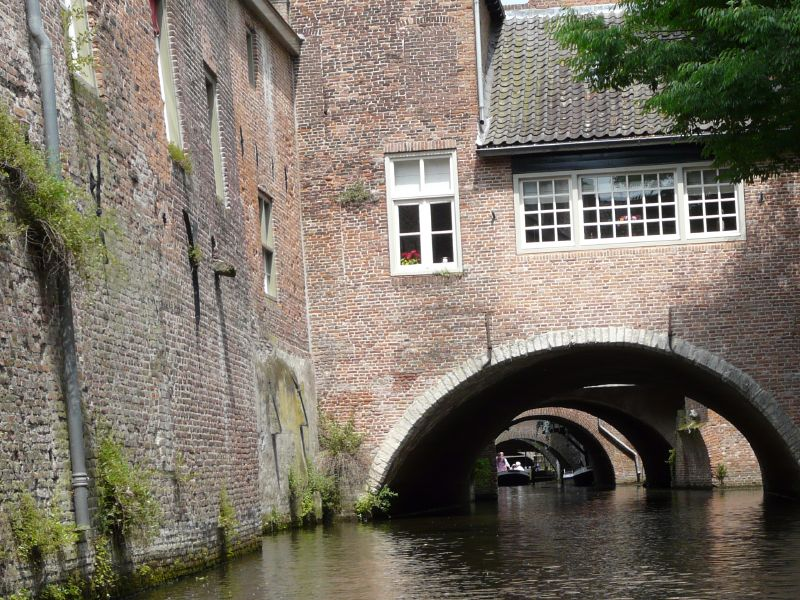
Grachtenpand over het middeleeuwse kanalenstelsel in 's-Hertogenbosch

Een grachtenpand is een huis aan de gracht, en is over het algemeen oud. Meestal zijn de huizen hoog, smal en diep omdat de belasting werd geheven op grond van de breedte van de gevel. Vanwege het gevaar van overstromingen zit de voordeur soms op de bel-etage en is het pand toegankelijk via een bordes. Grachtenpanden hadden meestal een kelder en een pakzolder, waar handelsvoorraad kon worden opgeslagen. Op de zolder was een hijsinstallatie of een speciale balk bevestigd om goederen op te takelen. In 's-Hertogenbosch en Maastricht werden de huizen in de middeleeuwen ook over de grachten gebouwd. 
Aan de achterzijde van een grachtenpand bevindt zich vaak een tuin, die meestal doorloopt tot halverwege de achterliggende gracht, maar soms ook helemaal tot aan het achterliggende huis. Soms is in de tweede helft van de 17e eeuw in de tuin een achterhuis gebouwd rondom een kleine binnenplaats.
Als een eerste eigenaar speculeerde en meerdere panden liet bouwen door eenzelfde huistimmerman of aannemer, dan spreken we van twee- of drielingpanden. Er bestaan ook vier-, of vijflingen met allen een identiek uiterlijk. In de meeste gevallen zijn de panden dan smaller dan beoogd bij de uitgifte. Als op twee kavels drie huizen gebouwd noemde men dat smaldelen. Dit was niet overal toegestaan. Ook het aanleggen van stegen werd daarom tegengehouden. Als een grachtenpand twee naast elkaar gelegen voordeuren heeft dan was het pand bestemd voor de verhuur. Er was dan sprake van een beneden- en een bovenwoning. Hoekpanden (zonder tuin) waren meestal in gebruik als winkel. 
Aan de Amsterdamse grachten staan ook dubbelbrede grachtenpanden, vooral aan de Herengracht. De eerste eigenaar kocht dan twee bouwkavels en liet daar één huis op bouwen. Vooral als hij ook de achterliggende kavels kocht en daar een koetshuis liet bouwen, kunnen we in sommige gevallen spreken van een stadspaleis. De breedte van een grachtenpand en de diepte van de tuin kan sterk variëren. (Ter verduidelijking: de kavels in de 17e eeuw waren aanvankelijk 18 voet, al spoedig 20, 22, 24 of 26 voet breed. Een Amsterdamse voet was 28,13 cm). 
De meeste grachtenpanden zijn in de eerste helft van de 18e eeuw uitgebroken om meer ruimte te creëren of de interieurs aan te passen aan de laatste mode. Veel grachtenpanden hebben een "sael" die werd gebruikt voor representatieve doelen. In de tweede helft van de 18e eeuw zijn veel grachtenpanden verhoogd en van eigentijdse gevels voorzien. Aan het einde van de 19e eeuw zijn veel voordeuren verplaatst van de bel-etage naar de begane grond. Omdat de panden in de loop der eeuwen diverse malen zijn verbouwd, komen naast elkaar veel verschillende architectuurstijlen en gevels voor. Er zijn trapgevels, halsgevels, klokgevels en lijstgevels. Ook zijn er allerlei raamindelingen mogelijk.